# 2024
2024 （二千二十四、二〇二四、にせんにじゅうよん）は、自然数また整数において、2023の次で2025の前の数である。

## 性質
- 2024は合成数であり、約数は 1, 2, 4, 8, 11, 22, 23, 44, 46, 88, 92, 184, 253, 506, 1012, 2024 である。
  - 約数の和は4320。
- 2024 = 452 − 1
  - n = 45 のときの n2 − 1 の値とみたとき1つ前は1935、次は2115。
- 22番目の三角錐数である。１つ前は1771、次は2300。(オンライン整数列大辞典の数列 A000292)
  - 2024 = 22 + 42 + 62 + 82 + 102 + 122 + 142 + 162 + 182 + 202 + 222
  - 2024 =₂₄C₃=22×23×24/1×2×3
- 409番目のハーシャッド数である。1つ前は2023、次は2025。
  - 8を基とする13番目のハーシャッド数である。1つ前は1520、次は2240。
  - 2022～2025までハーシャッド数が4連続する3番目の数である。1つ前は1014～1017、次は3030～3033。ただし初期の1～10までを除く。
- 2024 = 23 + 33 + 43 + 53 + 63 + 73 + 83 + 93
  - 8連続整数の立方和で表せる数である。1つ前は1296、次は3016。
- 2024 = 210 + 103
  - n = 10 のときの 2n + n3 の値とみたとき1つ前は1241、次は3379。(オンライン整数列大辞典の数列 A097339)
- 2024 = 23 × 11 × 23
  - 3つの異なる素因数の積で p3 × q × r の形で表せる61番目の数である。1つ前は1998、次は2058。(オンライン整数列大辞典の数列 A189975)
- 各位の和が8になる84番目の数である。1つ前は2015、次は2033。
- 2024 = 233 + 239 + 241 + 251 + 257 + 263 + 269 + 271
  - 連続する8つの素数の和

## その他 2024 に関連すること
- 西暦2024年
- UEFA EURO 2024
- NGC 2024は、オリオン座の散光星雲。
- コパ・アメリカ2024